# Precotto (métro de Milan)
Pour les articles homonymes, voir Precotto.
Precotto est une station de la ligne 1 du métro de Milan, située piazza Precotto, au centre du quartier qui lui a donné son nom Precotto.